# Stella di Nanchang

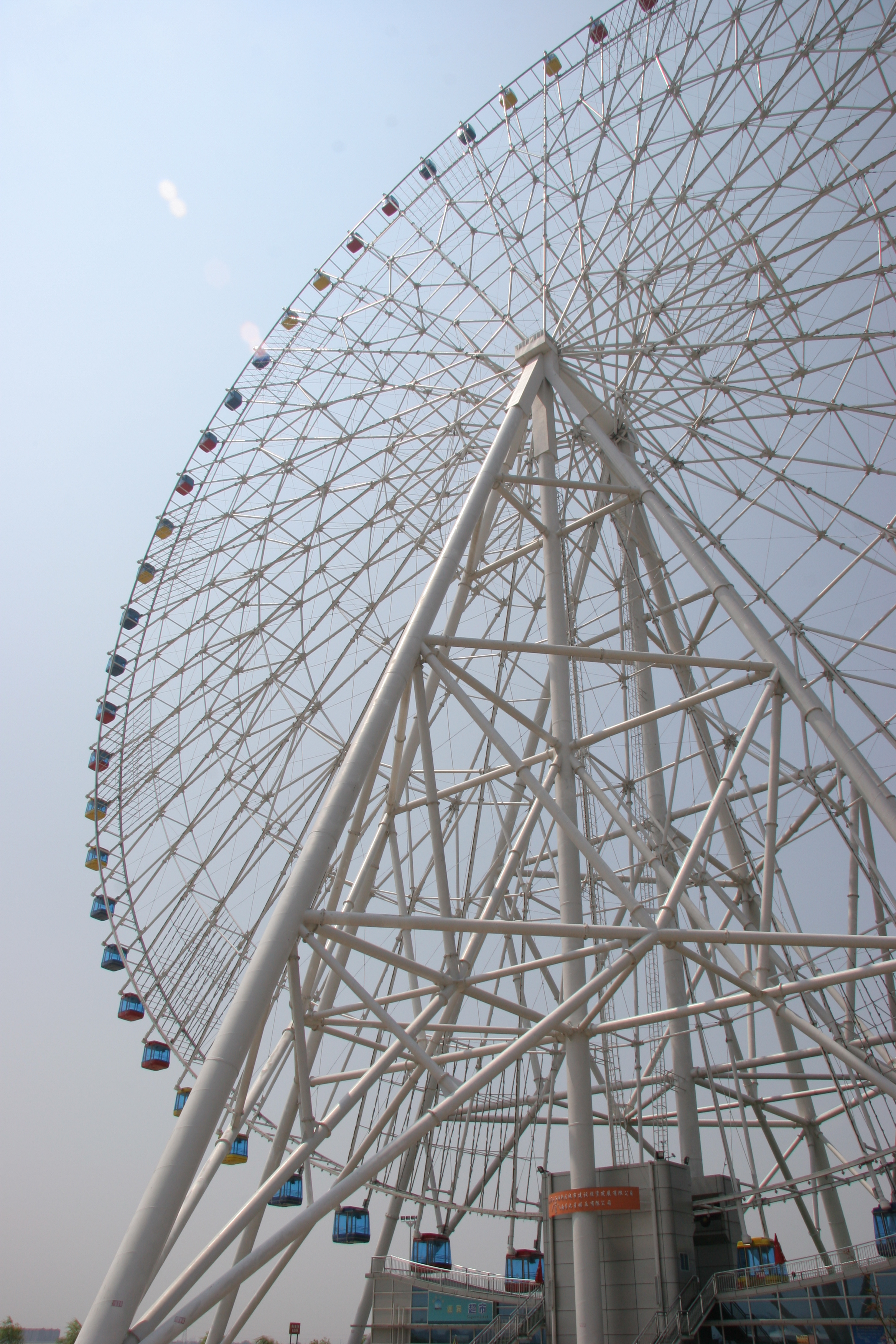
La ruota panoramica Stella di Nanchang

La Stella di Nanchang (南昌之星) è una ruota panoramica gigante, situata nella parte est della città cinese di Nanchang capitale della Provincia di Jiangxi.
Alta 160 metri, è stata aperta nel maggio 2006 con un costo di costruzione di 57 milioni di yen (circa 7.3 milioni di dollari). Ha succeduto la London Eye come ruota panoramica più alta del mondo fino al marzo 2008 quando è stata ufficialmente aperta la Singapore Flyer (165 m).
Possiede 60 cabine chiuse ognuna in grado di trasportare 8 passeggeri. Una singola rotazione impiega circa 30 minuti; la rotazione così lenta permette ai visitatori di salire e scendere senza dover fermare la ruota.